# Temporada de tufões no Pacífico de 1977
A temporada de tufões no Pacífico de 1977 foi uma das temporadas de tufões no Pacífico menos ativas já registradas, com apenas 19 tempestades tropicais se formando. Foi também a segunda de três temporadas de tufões conhecidas durante a era dos satélites (desde 1960) a não produzir uma Categoria Supertufão equivalente a 5, espremido entre as temporadas de 1974 e 2017. A primeira tempestade da temporada, a Tempestade Tropical Severa Patsy, formou-se em 23 de março e o último, o Tufão Mary, se dissipou em 2 de janeiro 1978. Com Mary abrangendo dois anos civis, tornou-se o quarto tufão a fazê-lo desde 1945. Desde então, outros dois tufões conseguiram esse feito.
O escopo deste artigo é limitado ao Oceano Pacífico, ao norte do equador e a oeste da Linha Internacional de Data. As tempestades que se formam a leste da linha de data e ao norte do equador são chamadas de furacões; veja a temporada de furacões de 1977 no Pacífico. As tempestades tropicais formadas em toda a bacia do Pacífico Ocidental receberam um nome do Joint Typhoon Warning Center. As depressões tropicais nesta bacia têm o sufixo "W" adicionado ao seu número. As depressões tropicais que entram ou se formam na área de responsabilidade das Filipinas recebem um nome da Administração de Serviços Atmosféricos, Geofísicos e Astronômicos das Filipinas ou PAGASA. Muitas vezes, isso pode resultar na mesma tempestade com dois nomes.

## Resumo sazonal
Um total de 54 depressões tropicais foram reconhecidas pelas várias agências de alerta este ano no Pacífico Ocidental, das quais 20 se tornaram tempestades tropicais. Onze tempestades atingiram a intensidade do tufão, das quais três atingiram a força do supertufão.

## Sistemas

### Depressão Tropical Atring
Nomeado pela PAGASA.

### Tempestade Tropical Severa Patsy
Patsy ficou longe da terra.

### Depressão Tropical 02W (Bining)
2W teve vida curta.

### Tempestade Tropical Severa Ruth (Kuring)
Ruth atingiu a China.

### Depressão Tropical 04W (Daling)
4W atingiu o Sul da China.

### Tufão Sarah (Elang)
Sarah atingiu a China.

### Tufão Thelma (Goring)
Um distúrbio tropical a leste das Filipinas se transformou em uma depressão tropical em 21 de julho. Ele se moveu para o noroeste, tornando-se uma tempestade tropical mais tarde naquele dia e um tufão no dia 22. Depois de passar pelo norte de Lução e deixar cair fortes chuvas, Thelma virou para o norte, onde atingiu um pico de intensidade de 95 ventos de mph. O tufão atingiu o sul de Taiwan no dia 25, cruzou a ilha e se dissipou no sudeste da China no dia 26. Embora não seja uma tempestade particularmente forte, Thelma trouxe fortes rajadas de vento e chuva pesada, ceifando mais de 30 vidas e trazendo danos e destruição não vistos na ilha por mais de 80 anos.

### Tufão Vera (Huling)
Apenas 6 dias depois que Thelma atingiu Taiwan, outro tufão estava se formando a leste. O Tufão Vera, que se desenvolveu em 28 de julho, atingiu o leste de Taiwan no dia 31 com 201 km/h (125 mph). Ele continuou para o oeste e se dissipou no sudeste da China. A tempestade causou 25 mortes adicionais na ilha, com grandes quantidades de colheitas e danos materiais.

### Tempestade Tropical Wanda
Wanda manteve-se no mar.

### Tempestade Tropical Severa Amy (Ibiang)
Amy atingiu Taiwan.

### Tempestade Tropical JMA Oito
Esta tempestade durou pouco.

### Supertufão Babe (Miling)
Desenvolvendo-se como uma depressão tropical em 2 de setembro, Babe inicialmente rastreou oeste-noroeste à medida que se intensificava. Em 5 de setembro, uma mudança abrupta nas correntes de direção fez com que o sistema virasse para norte-noroeste. Nos dois dias seguintes, Babe se intensificou rapidamente, atingindo seu pico de intensidade no início de setembro. 8 com ventos de 240 km/h (150 mph) e uma pressão barométrica de 905 mbar (hPa; 905 mbar (26.7 inHg) ). Não muito tempo depois de atingir essa força, outra mudança nos padrões de direção fez com que o tufão executasse um arco prolongado no sentido anti-horário, fazendo com que seguisse pelas Ilhas Ryukyu, pois interagia com uma baixa pressão proveniente da Península Coreana. Durante esse período, o sistema enfraqueceu gradualmente e, por fim, atingiu a costa perto de Xangai, na China, em setembro. 11 como um tufão mínimo antes de se dissipar no interior no dia seguinte.
Passando pelas ilhas Ryukyu como um poderoso tufão, Babe causou danos consideráveis na região. mais de 1.000 casas foram destruídas e cerca de 7.000 mais foram danificados ou inundados. Uma pessoa foi morta em Amami Ōshima e 77 outros ficaram feridos em todo o país. As perdas totais atingiram ¥ 6,1 bilhões (US$ 23 milhão). Offshore, mais de 100 emnbsp;inbarcações foram afetadas pela tempestade, incluindo um cargueiro panamenho onde 13 pessoas perderam suas vidas. Na China, mais de 24.000 casas foram destruídas e nove pessoas morreram.

### Tempestade Tropical Carla (Luming)
Carla atingiu o Vietname.

### Tufão Dinah (Openg)
O vale das monções gerou uma tempestade tropical em 14 de setembro a nordeste do norte das Filipinas. O tufão anterior trouxe o vale mais para o norte, daí a latitude incomumente alta para uma tempestade de monção. A forte alta pressão a noroeste de Dinah forçou a tempestade a sudoeste, onde cruzou o norte de Lução nos dias 15 e 16. As fracas correntes de direção no Mar da China Meridional permitiram que Dinah flutuasse, primeiro para o nordeste e depois de volta para o oeste-sudoeste. Condições geralmente favoráveis permitiram que Dinah atingisse a força do tufão no dia 19, mas uma tempestade tropical em desenvolvimento a nordeste o enfraqueceu. A construção da cordilheira subtropical forçou Dinah para o sudoeste, onde atingiu o sul do Vietnã no dia 23 como uma depressão tropical. Os remanescentes viraram para o norte, cruzaram o Golfo de Tonkin e se dissiparam sobre a China no dia 27.
Dinah trouxe fortes chuvas e inundações para Lução que mataram 54 pessoas e deixou 11 outros desaparecidos.

### Depressão Tropical Narsing
A depressão durou dois dias.

### Tempestade Tropical Severa Emma
Emma se recuperou do Japão.

### Tempestade Tropical Severa Freda (Pining)
A Tempestade Tropical Freda atingiu Hong Kong matando uma pessoa.

### Tufão Gilda
Gilda voltou do Japão.

### Tempestade Tropical JMA Quinze
Existiu bem longe do Japão.

### Depressão Tropical Rubing
A depressão durou pouco.

### Tempestade Tropical Harriet (Saling)
Harriet manteve-se no mar.

### Tufão Ivy
Ivy também manteve-se no mar.

### Tufão Jean
O Tufão Jean foi uma depressão tropical. Rapidamente se tornou uma tempestade tropical e, em 31 de outubro, tornou-se um tufão.

### Depressão Tropical Tasing
Esta depressão durou pouco.

### Tufão Kim (Unding)
Tufão Kim era um supertufão de 240 km/h (150 mph) que atingiu o norte das Filipinas em 13 de novembro. As fortes chuvas do tufão causaram inundações repentinas que deixaram 55 mortos com danos generalizados. Outras 47 pessoas morreram quando os andares superiores de um hotel pegaram fogo durante a tempestade.

### Tufão Lucy (Walding)
Lucy voltou das Filipinas.

### Tufão Mary (Yeyeng)
Mary mudou-se para as Ilhas Marshall.

## Nomes das tempestades
Os ciclones tropicais do Pacífico Norte foram nomeados pelo Joint Typhoon Warning Center. A primeira tempestade de 1977 foi batizada de Patsy e a última foi batizada de Mary.
| - Agnes - Bonnie - Carmen - Della - Elaine - Faye - Gloria - Hester - Irma - Judy - Kit - Lola - Mamie - Nina - Owen - Phyllis - Rita - Susan - Tess - Viola - Winnie | - Alice - Betty - Cora - Doris - Elsie - Flossie - Grace - Helen - Ida - June - Kathy - Lorna - Marie - Nancy - Olga - Pamela - Ruby - Sally - Therese - Violet - Wilda | - Anita - Billie - Clara - Dot - Ellen - Fran - Georgia - Hope - Iris - Joan - Kate - Louise - Marge - Nora - Oral - Patsy 1W - Ruth 3W - Sarah 5W - Thelma 6W - Vera 7W - Wanda 8W | - Amy 9W - Babe 10W - Carla 11W - Dinah 12W - Emma 13W - Freda 14W - Gilda 15W - Harriet 16W - Ivy 17W - Jean 18W - Kim 19W - Lucy 20W - Mary 21W - Nadine - Olive - Polly - Rose - Shirley - Trix - Virginia - Wendy |

### Filipinas
| Atring         | Bining                  | Kuring                 | Daling                | Elang                              |
| Goring         | Huling                  | Ibiang                 | Luming                | Miling                             |
| Narsing        | Openg                   | Pining                 | Rubing                | Saling                             |
| Tasing         | Unding                  | Walding                | Yeyeng                |                                    |
| Lista auxiliar |                         |                        |                       |                                    |
|                |                         |                        |                       | Anding (sem usar)                  |
| Binang         | Kadiang (sem ser usado) | Dinang (sem ser usado) | Epang (sem ser usado) | Gundang (sem usar) (sem ser usado) |

A Administração de Serviços Atmosféricos, Geofísicos e Astronômicos filipinos usa seu próprio esquema de nomenclatura para ciclones tropicais em sua área de responsabilidade. A PAGASA atribui nomes às depressões tropicais que se formam dentro de sua área de responsabilidade e a qualquer ciclone tropical que possa se mover para dentro de sua área de responsabilidade. Caso a lista de nomes para um determinado ano se revele insuficiente, os nomes são retirados de uma lista auxiliar, os primeiros 6 dos quais são publicados todos os anos antes do início da temporada. Os nomes não retirados desta lista serão usados novamente na temporada de 1981. Esta é a mesma lista usada na temporada de 1973. A PAGASA usa seu próprio esquema de nomenclatura que começa no alfabeto filipino, com nomes femininos filipinos terminando com "ng" (A, B, K, D, etc. ). Os nomes que não foram atribuídos/vão ser usados são marcados em cinzento.

### Aposentadoria
Devido aos seus impactos nas Filipinas, o PAGASA posteriormente aposentou o nome Unding e foi substituído por Unsing na temporada de 1981. No entanto, o nome Unding viria a ser reutilizado na temporada de 2004, apenas para ser novamente aposentado pelo PAGASA devido aos seus efeitos em Lução.

## Efeitos sazonais
Esta tabela listará todas as tempestades que se desenvolveram no noroeste do Oceano Pacífico a oeste da Linha Internacional de Data e ao norte do equador durante 1977. Incluirá sua intensidade, duração, nome, áreas afetadas, mortes, pessoas desaparecidas (entre parênteses) e totais de danos. Os valores de classificação e intensidade serão baseados em estimativas realizadas pela JMA. Todos os números de danos serão em 1977 USD. Danos e mortes de uma tempestade incluirão quando a tempestade foi uma onda precursora ou uma baixa extratropical.
| Nome                | Datas ativo                                  | Classificação máxima       | Velocidade de vento sustentados | Pressão               | Áreas afetadas                                | Danos (USD)  | Fatalidades  | Refs |
| ------------------- | -------------------------------------------- | -------------------------- | ------------------------------- | --------------------- | --------------------------------------------- | ------------ | ------------ | ---- |
| Atring              | 10–15 de janeiro                             | Depressão tropical         | 55 km/h (35 mph)                | 1,004 hPa (29.6 inHg) | Filipinas                                     | Desconhecido | Nenhum       |      |
| Patsy               | 27–31 de março                               | Tempestade tropical severa | 95 km/h (60 mph)                | 990 hPa (29 inHg)     | Marshall Islands                              | Nenhum       | Nenhum       |      |
| 02W (Bining)        | 25–27 de maio                                | Depressão tropical         | 55 km/h (35 mph)                | 1,002 hPa (29.6 inHg) | Nenhum                                        | Nenhum       | Nenhum       |      |
| TD                  | 28–30 de maio                                | Depressão tropical         | Não definido                    | 1,006 hPa (29.7 inHg) | Ilhas Marianas                                | Nenhum       | Nenhum       |      |
| TD                  | 12 de junho                                  | Depressão tropical         | Não definido                    | 1,008 hPa (29.8 inHg) | Filipinas                                     | Nenhum       | Nenhum       |      |
| Ruth (Kuring)       | 13–17 de junho                               | Tempestade tropical severa | 110 km/h (70 mph)               | 975 hPa (28.8 inHg)   | Filipinas, China, Taiwan                      | Desconhecido | Desconhecido |      |
| TD                  | 26–27 de junho                               | Depressão tropical         | Não definido                    | 1,007 hPa (29.7 inHg) | Nenhum                                        | Nenhum       | Nenhum       |      |
| 04W (Daling)        | 3 – 6 de julho                               | Depressão tropical         | 55 km/h (35 mph)                | 994 hPa (29.4 inHg)   | China meridional                              | Nenhum       | Nenhum       |      |
| TD                  | 4 de julho                                   | Depressão tropical         | Não definido                    | 1,008 hPa (29.8 inHg) | Filipinas                                     | Nenhum       | Nenhum       |      |
| Sarah (Elang)       | 14–22 de julho                               | Tufão                      | 130 km/h (80 mph)               | 970 hPa (29 inHg)     | Palau, Filipinas, China meridional, Vietname  | Desconhecido | Desconhecido |      |
| TD                  | 14–15 de julho                               | Depressão tropical         | Não definido                    | 1,006 hPa (29.7 inHg) | Filipinas                                     | Nenhum       | Nenhum       |      |
| TD                  | 14–18 de julho                               | Depressão tropical         | Não definido                    | 1,004 hPa (29.6 inHg) | Ilhas Carolinas                               | Nenhum       | Nenhum       |      |
| Thelma (Goring)     | 19–27 de julho                               | Tufão                      | 130 km/h (80 mph)               | 950 hPa (28 inHg)     | Filipinas, Taiwan, China                      | Desconhecido | 30           |      |
| Vera (Huling)       | 25 de julho – 2 de agosto                    | Tufão                      | 205 km/h (125 mph)              | 925 hPa (27.3 inHg)   | Ilhas Ryukyu, Taiwan, China                   | Desconhecido | 25           |      |
| Wanda               | 30 de julho – 7 de agosto                    | Tempestade tropical        | 75 km/h (45 mph)                | 985 hPa (29.1 inHg)   | Nenhum                                        | Nenhum       | Nenhum       |      |
| TD                  | 30 de julho                                  | Depressão tropical         | Não definido                    | 1,002 hPa (29.6 inHg) | Nenhum                                        | Nenhum       | Nenhum       |      |
| TD                  | 10 de agosto                                 | Depressão tropical         | Não definido                    | 996 hPa (29.4 inHg)   | Nenhum                                        | Nenhum       | Nenhum       |      |
| TD                  | 12 de agosto                                 | Depressão tropical         | Não definido                    | 998 hPa (29.5 inHg)   | Ilhas Marianas                                | Nenhum       | Nenhum       |      |
| TD                  | 13–18 de agosto                              | Depressão tropical         | Não definido                    | 996 hPa (29.4 inHg)   | Japão                                         | Nenhum       | Nenhum       |      |
| TD                  | 14–18 de agosto                              | Depressão tropical         | Não definido                    | 994 hPa (29.4 inHg)   | Nenhum                                        | Nenhum       | Nenhum       |      |
| TD                  | 14–15 de agosto                              | Depressão tropical         | Não definido                    | 1,004 hPa (29.6 inHg) | Nenhum                                        | Nenhum       | Nenhum       |      |
| Amy (Ibiang)        | 16–25 de agosto                              | Tempestade tropical severa | 110 km/h (70 mph)               | 980 hPa (29 inHg)     | Filipinas, Taiwan, Ilhas Ryukyu, Japão        | Desconhecido | Desconhecido |      |
| TD                  | 17–20 de agosto                              | Depressão tropical         | Não definido                    | 1,004 hPa (29.6 inHg) | Nenhum                                        | Nenhum       | Nenhum       |      |
| TD                  | 20–21 de agosto                              | Depressão tropical         | Não definido                    | 996 hPa (29.4 inHg)   | Ilhas Ryukyu                                  | Nenhum       | Nenhum       |      |
| Eight               | 21–22 de agosto                              | Tempestade tropical        | 75 km/h (45 mph)                | 988 hPa (29.2 inHg)   | Japão                                         | Nenhum       | Nenhum       |      |
| TD                  | 21 de agosto                                 | Depressão tropical         | Não definido                    | 996 hPa (29.4 inHg)   | Japão                                         | Nenhum       | Nenhum       |      |
| TD                  | 27–28 de agosto                              | Depressão tropical         | Não definido                    | 1,000 hPa (30 inHg)   | Nenhum                                        | Nenhum       | Nenhum       |      |
| Carla (Luming)      | 31 de agosto – 6 de setembro                 | Tempestade tropical        | 65 km/h (40 mph)                | 990 hPa (29 inHg)     | Filipinas, Vietnam, Laos                      | Desconhecido | Nenhum       |      |
| Babe (Miling)       | 31 de agosto – 12 de setembro                | Tufão                      | 205 km/h (125 mph)              | 905 hPa (26.7 inHg)   | Ilhas Carolinas, Ilhas Ryukyu, China Oriental | $23 000 000  | 23           |      |
| TD                  | 7–9 de setembro                              | Depressão tropical         | Não definido                    | 996 hPa (29.4 inHg)   | Japão                                         | Nenhum       | Nenhum       |      |
| TD                  | 8 de setembro                                | Depressão tropical         | Não definido                    | 1,004 hPa (29.6 inHg) | Vietname                                      | Nenhum       | Nenhum       |      |
| TD                  | 10 de setembro                               | Depressão tropical         | Não definido                    | 1,002 hPa (29.6 inHg) | Ilhas Carolinas                               | Nenhum       | Nenhum       |      |
| Dinah (Openg)       | 11–26 de setembro                            | Tufão                      | 130 km/h (80 mph)               | 965 hPa (28.5 inHg)   | Filipinas, Vietnam, Laos, Camboja             | Desconhecido | 54           |      |
| TD                  | 11–12 de setembro                            | Depressão tropical         | Não definido                    | 1,004 hPa (29.6 inHg) | Nenhum                                        | Nenhum       | Nenhum       |      |
| TD                  | 11–12 de setembro                            | Depressão tropical         | Não definido                    | 1,002 hPa (29.6 inHg) | Ilhas Carolinas                               | Nenhum       | Nenhum       |      |
| Emma                | 12–21 de setembro                            | Tempestade tropical severa | 110 km/h (70 mph)               | 965 hPa (28.5 inHg)   | Ilhas Marianas, Japão                         | Nenhum       | Nenhum       |      |
| Narsing             | 12–13 de setembro                            | Depressão tropical         | 45 km/h (30 mph)                | 1,002 hPa (29.6 inHg) | Filipinas                                     | Nenhum       | Nenhum       |      |
| Freda (Pining)      | 21–25 de setembro                            | Tempestade tropical severa | 100 km/h (60 mph)               | 980 hPa (29 inHg)     | Filipinas, China meridional                   | Nenhum       | 1            |      |
| TD                  | 26–29 de setembro                            | Depressão tropical         | Não definido                    | 1,008 hPa (29.8 inHg) | Ilhas Ryukyu                                  | Nenhum       | Nenhum       |      |
| TD                  | 29 de setembro                               | Depressão tropical         | Não definido                    | 1,008 hPa (29.8 inHg) | Nenhum                                        | Nenhum       | Nenhum       |      |
| Gilda               | 3–9 de outubro                               | Tufão                      | 120 km/h (75 mph)               | 965 hPa (28.5 inHg)   | Nenhum                                        | Nenhum       | Nonr         |      |
| TD                  | 8 de outubro                                 | Depressão tropical         | Não definido                    | 1,008 hPa (29.8 inHg) | Nenhum                                        | Nenhum       | Nenhum       |      |
| Fifteen             | 11–13 de outubro                             | Tempestade tropical        | 75 km/h (45 mph)                | 990 hPa (29 inHg)     | Japão                                         | Nenhum       | Nenhum       |      |
| Rubing              | 11–15 de outubro                             | Depressão tropical         | 55 km/h (35 mph)                | 1,004 hPa (29.6 inHg) | Ilhas Marianas                                | Nenhum       | Nenhum       |      |
| Harriet (Saling)    | 14–20 de outubro                             | Tempestade tropical severa | 100 km/h (60 mph)               | 980 hPa (29 inHg)     | Nenhum                                        | Nenhum       | Nenhum       |      |
| Ivy                 | 18–27 de outubro                             | Tufão                      | 150 km/h (95 mph)               | 950 hPa (28 inHg)     | Ilhas Marianas                                | Nenhum       | Nenhum       |      |
| Jean                | 28 de outubro – 5 de dezembro                | Tufão                      | 120 km/h (75 mph)               | 970 hPa (29 inHg)     | Nenhum                                        | Nenhum       | Nenhum       |      |
| TD                  | 30–31 de outubro                             | Depressão tropical         | Não definido                    | 1,008 hPa (29.8 inHg) | Nenhum                                        | Nenhum       | Nenhum       |      |
| Tasing              | 3–5 de novembro                              | Depressão tropical         | 45 km/h (30 mph)                | 1,008 hPa (29.8 inHg) | Nenhum                                        | Desconhecido | Desconhecido |      |
| Kim (Unding)        | 4–17 de novembro                             | Tufão                      | 120 km/h (75 mph)               | 920 hPa (27 inHg)     | Ilhas Marianas, Filipinas                     | Desconhecido | 102          |      |
| TD                  | 15–17 de novembro                            | Depressão tropical         | Não definido                    | 1,006 hPa (29.7 inHg) | Nenhum                                        | Nenhum       | Nenhum       |      |
| TD                  | 24 de dezembro                               | Depressão tropical         | Não definido                    | 1,010 hPa (30 inHg)   | Filipinas                                     | Nenhum       | Nenhum       |      |
| Lucy (Walding)      | 28 de dezembro – 9 de dezembro               | Tufão                      | 205 km/h (125 mph)              | 920 hPa (27 inHg)     | Ilhas Carolinas                               | Nenhum       | Nenhum       |      |
| Mary (Yeyeng)       | 18 de dezembro, 1977 – 3 de janeiro, 1978    | Tufão                      | 155 km/h (95 mph)               | 945 hPa (27.9 inHg)   | Ilhas Marshall, Ilhas Carolinas, Filipinas    | Desconhecido | Desconhecido |      |
| Totais da temporada |                                              |                            |                                 |                       |                                               |              |              |      |
| 54 sistemas         | 10 de janeiro de 1977 – 3 de janeiro de 1978 |                            | 205 km/h (125 mph)              | 905 hPa (26.7 inHg)   |                                               | >$23 000 000 | >235         |      |